# 四甲基硅烷
四甲基硅烷（常常根据其英文名简写为TMS）是取代硅烷的一种，分子式为Si(CH3)4，是最简单的四取代硅烷。四甲基硅烷不仅是有机金属化学中的一个重要合成组件，还在其他方面，比如核磁上有重要的应用。

## 合成与反应
四甲基硅烷是硅和氯甲烷反应制备氯代甲基硅烷（包括氯代三甲基硅烷，二氯代二甲基硅烷和三氯代甲基硅烷）的副产物。另外，它还是化学气相沉积中二氧化硅或碳化硅的前驱体，生成何种产物取决于气相沉积条件。
四甲基硅烷中的一个甲基氢可被丁基锂去质子化，得到(H3C)3SiCH2Li，这是个比较常见的烷基化试剂。

## 在核磁共振波谱中的应用
四甲基硅烷在核磁共振波谱的1H、13C和29Si谱中起到标定化学位移零点的作用。因为四甲基硅烷的12个氢是相同的，4个碳也是均等的，这样四甲基硅烷在1H谱中和完全去耦的13C谱中均呈现一个单峰，而目前几乎所有可用1H谱和13C谱研究的化合物的化学位移都在四甲基硅烷峰的低场处（即化学位移更大处），不会产生互相干扰。